# Weyprecht-Medaille
Die Weyprecht-Medaille wird von der Deutschen Gesellschaft für Polarforschung in unregelmäßigen Abständen für herausragende wissenschaftliche Leistungen in den Polargebieten verliehen.
Die Auszeichnung ist nach Carl Weyprecht benannt, der gemeinsam mit Julius Payer die Österreichisch-Ungarische Nordpolexpedition leitete, die unter anderem zur Entdeckung des Franz-Josef-Landes führte.

## Preisträger
- 1967: Paul-Émile Victor
- 1969: Bernhard Brockamp
- 1971: Fritz Loewe
- 1978: Julius Büdel
- 1991: Gotthilf Hempel
- 1998: Dietrich Möller
- 2001: Bernhard Stauffer
- 2003: Karl Hinz
- 2008: Hubert Miller
- 2010: Leonid Alexandrowitsch Timochow
- 2013: Reinhard Dietrich
- 2015: Dieter Fütterer
- 2018: Hartwig Gernandt
- 2022: Gerlis Fugmann und Hugues Lantuit
- 2024: Heinrich Miller und Cornelia Lüdecke